# Mersad Berber
Mersad Berber (ur. 1 stycznia 1940 w Bosanskim Petrovacu, zm. 7 października 2012 w Zagrzebiu) – malarz i grafik bośniacki i jugosłowiański.

## Życiorys
W dzieciństwie przeniósł się wraz z rodziną do Banja Luki, gdzie jego ojciec prowadził salon fryzjerski, a matka zajmowała się tkaniem dywanów. W 1963 ukończył studia z zakresu malarstwa na Uniwersytecie w Lublanie, gdzie kształcił się pod kierunkiem Bożidara Jakaca i Zorana Kriziśnika. Dwa lata później ukończył studia podyplomowe z zakresu grafiki warsztatowej. W 1965 otwarto pierwszą wystawę indywidualną prac Berbera w Galerii Miejskiej Lublany. Od 1978 pracował jako visiting professor w Akademii Sztuk Pięknych w Sarajewie. 
Zmarł na atak serca w Zagrzebiu w roku 2012.

## Twórczość
Malował głównie portrety, sceny rodzajowe i obrazy o tematyce historycznej. Charakterystyczne dla twórczości Berbera są konie, które pojawiają się na wielu płótnach artysty. Oprócz malarstwa zajmował się scenografią teatralną, był ilustratorem książek i twórcą filmów animowanych. 

## Nagrody i wyróżnienia
W 1997 został laureatem Grand Prix Międzynarodowego Triennale Grafiki w Krakowie.